# Добраче
Добраче је насеље у Србији у општини Ариље у Златиборском округу. Према попису из 2022. било је 548 становника (према попису из 2002. био је 821 становник).

## Историја
Досадашња сазнања о прошлости Добрача, поготово најранијој прошлости, прилично су оскудна, што је последица тога што цео ариљски и моравички крај није довољно истражен.

### Праисторија
Најстарија људска станишта са ових простора припадају земљорадничким насељима која датирају из млађег каменог доба (неолита), око 2600 година пре наше ере. Ову тврдњу археолози доказују бројним налазиштима камених секира, ножева, керамике као и предмета од животињских костију и разних алатки. Темељније о овоме је откривено крајем 1958. када су на тромеђи села Радобуђа, Сврачково и Роге која се налази само десетак километара од Добрача пронађена три праисторијска насеља.
Из периода металног, поготово бронзаног доба, у долини Великог Рзава пронађено је више локалитета, што доказује да је ово подручје и тада било насељено. Неки од тих локалитета су Вранешка стјена, Кулина, и Црквине (у одближњем селу Висока) где је пронађена камена секира.

## Порекло имена
Име села потиче од калуђера Добраче из манастира Клисуре. Према предању калуђер је био познат по томе што је имао огромно стадо оваца и што су код њега долазили верници из десетак других села на богослужење и исповест.

## Географија
Село је смештено између околних врхова као што су Вучјак, Велики и Мали Остреш Гајеви, Седлац и Малићи до 1000 мнв.
Кроз атар села протиче река Пањица. На том простору она је геоморфолошки веома интересантна. Њено корито има водопаде и слапове украшене бигреним баријерама и каскадама, а између села Добраче и Брекова усекла је кањон. Кањон је дугачак 5 km и сматрају га „драгуљем природе” ариљског краја. Највеће атракције кањона су „Пањички водопад” и „Водена пећина”. „Пањички водопад” висок је 10 m, а са њега се вода слива у многобројним млазевима низ бигрену каскаду која је обрасла маховином. Узводно од водопада налази се „Водена пећина” односно врело из којег извире вода која пуни корито реке Пањице. Досадашња истраживања показала су да водена маса која избија на површину потиче од понорнице која настаје од више различитих подземних извора лоцираних око Кукутнице и Бјелуше. Бигрене баријере у кориту Пањице представљају кречњачке каскаде преко којих се, поготово у периоду високог водостаја, формирају слапови.
У насељу се налазе Манастир Клисура, а изнад је црквица светог Илије на Градини. Кроз Добраче пролази магистрални пут М21.1 и локални путеви Л2, Л6, Л7, Л14 и Л23.

## Привреда
У насељу је развијена пољопривреда. Главно занимање већине Добрачана је гајење малина. Осим тога, развијени су занати из области столарства и грађевинарства.

## Туризам
У околини се налазе два ловачка дома, а од туристичких атракција најинтересантнија је Водена пећина у клисури Пањице.

## Знамените личности
- Јован Младеновић, епископ шумадијски.
- Симеон Васиљевић, архимандрит.
- Мићо Матовић, народни херој.

## Демографија
У насељу Добраче живи 710 пунолетних становника, а просечна старост становништва износи 48,7 година (46,9 код мушкараца и 50,5 код жена). У насељу има 286 домаћинстава, а просечан број чланова по домаћинству је 2,85. Према попису из 2002. било је 821 становника (према попису из 1991. било је 1020 становника).
Насеље је до пре 50 година било развијеније и имало дупло више становника од Ариља, али се у међувремену Ариље развило и добило статус града, у њега и друге веће градове се уселио велики број становника из брдских насеља. Број становника Добрача сада је мањи од половине, а у његовом центру данас нема: продавнице, поште, цркве ни кафане, али постоје две основне школе и женски манастир.
Ово насеље је скоро у потпуности насељено Србима (према попису из 2002. године).
|  |

| Демографија | Демографија | Демографија |
| Година      | Становника  | Становника  |
| ----------- | ----------- | ----------- |
| 1948.       | 2.120       |             |
| 1953.       | 2.142       |             |
| 1961.       | 1.931       |             |
| 1971.       | 1.668       |             |
| 1981.       | 1.293       |             |
| 1991.       | 1.020       | 1.008       |
| 2002.       | 821         | 826         |
| 2011.       | 646         |             |

| Етнички састав према попису из 2002.‍ | Етнички састав према попису из 2002.‍ | Етнички састав према попису из 2002.‍ | Етнички састав према попису из 2002.‍ | Етнички састав према попису из 2002.‍ |
| ------------------------------------ | ------------------------------------ | ------------------------------------ | ------------------------------------ | ------------------------------------ |
|                                      |                                      |                                      |                                      |                                      |
| Срби                                 | Срби                                 |                                      | 816                                  | 99,39%                               |
| Црногорци                            | Црногорци                            |                                      | 1                                    | 0,12%                                |
| Муслимани                            | Муслимани                            |                                      | 1                                    | 0,12%                                |
| непознато                            | непознато                            |                                      | 3                                    | 0,36%                                |

| Година пописа     | 1948. | 1953. | 1961. | 1971. | 1981. | 1991. | 2002. |
| ----------------- | ----- | ----- | ----- | ----- | ----- | ----- | ----- |
| Број домаћинстава | 348   | 355   | 380   | 378   | 356   | 335   | 286   |

| Број чланова      | 1  | 2  | 3  | 4  | 5  | 6  | 7 | 8 | 9 | 10 и више | Просек |
| ----------------- | -- | -- | -- | -- | -- | -- | - | - | - | --------- | ------ |
| Број домаћинстава | 73 | 95 | 32 | 31 | 15 | 29 | 8 | 1 | 1 | 1         | 2,85   |

| Пол    | Укупно | Неожењен/Неудата | Ожењен/Удата | Удовац/Удовица | Разведен/Разведена | Непознато |
| ------ | ------ | ---------------- | ------------ | -------------- | ------------------ | --------- |
| Мушки  | 368    | 101              | 230          | 29             | 8                  | 0         |
| Женски | 363    | 27               | 227          | 106            | 2                  | 1         |
| УКУПНО | 731    | 128              | 457          | 135            | 10                 | 1         |

| Пол    | Укупно                    | Пољопривреда, лов и шумарство | Рибарство                            | Вађење руде и камена | Прерађивачка индустрија       |
| ------ | ------------------------- | ----------------------------- | ------------------------------------ | -------------------- | ----------------------------- |
| Мушки  | 280                       | 242                           | 0                                    | 1                    | 13                            |
| Женски | 230                       | 210                           | 0                                    | 0                    | 10                            |
| УКУПНО | 510                       | 452                           | 0                                    | 1                    | 23                            |
| Пол    | Производња и снабдевање   | Грађевинарство                | Трговина                             | Хотели и ресторани   | Саобраћај, складиштење и везе |
| Мушки  | 0                         | 5                             | 4                                    | 0                    | 6                             |
| Женски | 0                         | 0                             | 0                                    | 0                    | 0                             |
| УКУПНО | 0                         | 5                             | 4                                    | 0                    | 6                             |
| Пол    | Финансијско посредовање   | Некретнине                    | Државна управа и одбрана             | Образовање           | Здравствени и социјални рад   |
| Мушки  | 0                         | 1                             | 2                                    | 4                    | 0                             |
| Женски | 0                         | 0                             | 0                                    | 2                    | 5                             |
| УКУПНО | 0                         | 1                             | 2                                    | 6                    | 5                             |
| Пол    | Остале услужне активности | Приватна домаћинства          | Екстериторијалне организације и тела | Непознато            | Непознато                     |
| Мушки  | 0                         | 0                             | 0                                    | 2                    | 2                             |
| Женски | 3                         | 0                             | 0                                    | 0                    | 0                             |
| УКУПНО | 3                         | 0                             | 0                                    | 2                    | 2                             |